# Чхольджон
Чхольджон (кор. 철종, 哲宗, Cheoljong, Ch'ŏlchong); ім'я при народженні Лі Вонпом (кор. 이원범, 李元範, Yi Wonbeom, Yi Wŏnpŏm; 25 липня 1831 — 16 січня 1864) — корейський правитель, двадцять п'ятий володар держави Чосон.

## Біографія та правління
До початку XIX століття влада в Кореї майже цілком перебувала в руках клану Кім з Андона, представниці якого неодноразово ставали дружинами корейських правителів. У державі підвищився рівень корупції, казнокрадства, що давало підґрунтя для численних повстань, які, до всього іншого, супроводжувались стихійними лихами. Через це період початку XIX століття запам'ятався корейцям як один з найпохмуріших в історії держави.
Єдиною метою клану Кім з Андона було збереження свого впливу в державі й домінування над королівським домом. Це змушувало майже всіх представників монаршої родини тікати з Сеула. Коли королівська родина пропонувала гідних претендентів на трон з числа своїх представників, їх щоразу звинувачували в зраді та засилали зі столиці. Так, коли помер ван Хонджон, не лишивши прямого спадкоємця, серед його родичів не знайшлось гідного наступника.
У пошуках майбутнього вана посланці з Сеула прибули на острів Канхва, де вони виявили Чхольджона, який з родиною переховувався там, щоб уникнути утисків. Він був одним із синів принца Чонху та правнуком корейського вана Чонджо, який помер 1800 року, що дозволяло йому претендувати на королівський титул. Зрештою вісімнадцятирічного Чхольджона було проголошено новим ваном Чосону.
Новий ван значно відрізнявся від попередніх правителів, які, як правило, виховувались у Сеулі та мали гарну освіту. На відміну від них, неграмотний Чхольджон не міг навіть прочитати окреме слово на повідомленні з привітаннями, адресованими йому з приводу коронації. Це було вкрай вигідно для андонських Кімів: безграмотність і юний вік правителя зробили його вразливим і таким, ким можна маніпулювати. За 13 років правління Чхольджон так і не зумів набути королівського вигляду та здобути належну освіту. Він був незграбним і грубим та навіть у найрозкішнішому вбранні нагадував простого рибалку.
За сталою традицією дружина Чхольджона — королева Чорін — походила з клану андонських Кімів. Вона пережила свого чоловіка на 15 років і померла 1878. Сам Чхольджон помер на початку 1864 в 32-річному віці, так само, як і його попередник, не лишивши спадкоємця. Відповідно до поширеної думки до настільки ранньої смерті вана був причетний клан андонських Кімів.
Наступним ваном Чосону став далекий родич Чхольджона, Лі Мьонбок, який увійшов в історію як імператор Коджон.